# Tiski Vrv
Tiski Vrv (makedonska: Тиски Врв) är en bergstopp i Nordmakedonien. Den ligger i kommunen Sveti Nikole, i den centrala delen av landet, 60 kilometer sydost om huvudstaden Skopje. Toppen på Tiski Vrv är 726 meter över havet.